# Fosnes
Gmina Fosnes (norw. Fosnes kommune) – była gmina norweska leżąca w regionie Trøndelag. Jej siedzibą jest miasto Jøa. 
Fosnes było 195. norweską gminą pod względem powierzchni.

1 stycznia 2020 roku gmina połączyła się z gminą Namsos

## Demografia
Według danych z roku 2005 gminę zamieszkuje 717 osób. Gęstość zaludnienia wynosi 1,53 os./km². Pod względem zaludnienia Fosnes zajmuje 422. miejsce wśród norweskich gmin.
| ludność stan na 1 stycznia 2005 |         |           |       |
|                                 | kobiety | mężczyźni | razem |
| osób                            | 362     | 355       | 717   |
| %                               | 50,49%  | 49,51%    | 100%  |

| wykształcenie stan na 1 października 2004 |            |         |        |          |
|                                           | podstawowe | średnie | wyższe | nieznane |
| osób                                      | 164        | 338     | 79     | 3        |
| %                                         | 28,08%     | 57,88%  | 13,53% | 0,51%    |

## Edukacja
Według danych z 1 października 2004:
- liczba szkół podstawowych (norw. grunnskolar): 2
- liczba uczniów szkół podst.: 114

## Władze gminy
Według danych na rok 2011 administratorem gminy (norw. rådmann) jest Rønnaug Aaring, natomiast burmistrzem (norw. ordfører, d. borgermester) jest Bjørg Tingstad.